# Haemaphysalis longicornis
Haemaphysalis longicornis är en fästingart som beskrevs av Neumann 1901. Haemaphysalis longicornis ingår i släktet Haemaphysalis och familjen hårda fästingar. Inga underarter finns listade i Catalogue of Life.